# École militaire de Strasbourg
 (juin 2023).
L'École militaire de Strasbourg (EMS) était une école militaire française, créée en 1945 et dissoute en 1985, installée à Strasbourg (Bas-Rhin) à partir de 1946.
Son origine remonte à février 1945 avec la création, à Rouffach, de l'École des cadres de la 1re armée française par le général de Lattre de Tassigny. 
Elle s'installe à Strasbourg en 1946 et devient l'École des sous-officiers en 1947, elle prend le nom d'École militaire de Strasbourg en 1958 et est dissoute en 1985.

## Histoire
Le 12 février 1945, le général de Lattre de Tassigny décide de créer une « École des cadres ». Elle ouvre à Rouffach le 20 février 1945.
L'École des cadres est transférée à Strasbourg le 15 août 1946 dans le quartier de l'Esplanade. Un an plus tard, le 15 août 1947, elle prend le nom « d'École des sous-officiers » puis celui « d'École militaire de Strasbourg » (EMS) le 15 novembre 1958. 
L'EMS quitte les bâtiments vétustes de l'Esplanade et emménage au quartier Stirn le 21 septembre 1959. En vue de ce transfert le quartier Stirn, construit à l'époque allemande, est entièrement remodelé de 1956 à 1958 : son emprise passe de 4 à 17 hectares, une annexe est construite de l'autre côté de la rue Jacques-Kablé comprenant, entre autres, une infirmerie, un amphithéâtre et des installations sportives. 
L'EMS préparait notamment le concours à l'École militaire interarmes (EMIA).
L'EMS est finalement dissoute en 1985 à la suite de la suppression du cycle préparatoire aux écoles d'officiers. Elle participe une dernière fois au traditionnel défilé militaire strasbourgeois du 13 juillet 1985.
Sa devise « S'élever par l'effort » est aujourd'hui celle de l'École nationale des sous-officiers d'active de Saint-Maixent-l'École.
Après la dissolution de l'EMS, c'est « l'École interarmées du renseignement et des études linguistiques » (aujourd'hui centre de formation interarmées au renseignement) qui s'installe au quartier Stirn.